# بخش نورا
بخش نورا (به سوئدی: Nora kommun) یک ناحیه شهری در سوئد است که در شهرستان اوربرو واقع شده‌است.

## خواهرخوانده
شهرهای Köyliö، دهستان کو، فلادونگ و هونه خواهرخوانده‌های بخش نورا هستند.